# サスピシャス・マインド
「サスピシャス・マインド」（原題： Suspicious Minds）は、マーク・ジェイムズが作詞作曲し、1968年に発表した楽曲。エルヴィス・プレスリーが1969年にカバーしたバージョンが全米1位を記録した。

## 概要
マーク・ジェイムズ（Mark James）は自作の「サスピシャス・マインド」を1968年にシングルとして発表。プロデューサーはチップス・モーマンであった。
エルヴィス・プレスリーは1969年1月のメンフィスのアメリカン・サウンド・スタジオでのセッションで本作品をレコーディングした。演奏は3つのテイクから編集され、プレスリーのボーカルはテイク8をマスターテイクとされた。プロデューサーのフェルトン・ジャーヴィスがエンジニアのビル・ポーターに、ホーンセクションのオーバーダビングを依頼したが、テープは8トラック全て使用されていたため、ミックスしながら演奏させダビングするという方法を取りステレオミックス用とモノラルミックス用のため2度これを行なった。
プレスリーとチップス・モーマンが決定した最終的なミキシングをマネージャーのパーカー大佐が勝手に変更し、新たなコーラスが付け加えられ、1度フェード・アウトし、もう1度フェード・インするというミックスがされている。プレスリーはそれを聴いて怒り狂ったと元妻のプリシラは語っている。
同年8月26日、シングルとして発表。同年11月1日付のBillboard Hot 100で1位を獲得。プレスリーのシングルが全米1位に達したのは7年ぶりで、プレスリーの復活と謳われた。彼の生涯において最後の全米1位獲得シングルでもある。
映画『エルビス・オン・ステージ』（1970年）のコンサート・シーンで本作品は登場する。
「ローリング・ストーンの選ぶオールタイム・グレイテスト・ソング500」の2021年版では70位にランクされている。